# Плаксюк Юрій Олександрович
Плаксюк Юрій Олександрович (2 листопада 1952, селище Понінка, Полонський район, Кам'янець-Подільська (нині Хмельницька) обл.) — письменник, член Національної спілки журналістів України, Заслужений працівник культури України.

## Біографія
В 1978 році закінчив факультет журналістики Київського національного університету імені Тараса Шевченка.
В 1977—1984 рр. (після служби в армії та закінчення вузу) — працював редактором Українського радіо, радіостанція «Колос».
1984—1987 рр. — перебував на партійній роботі в м. Києві.
З 1987 по 1993 працював заступником головного редактора Українського телебачення.
1993—1994 рр. — головний консультант Адміністрації Президента Леоніда Кравчука .
1995—1997 рр. — виконавчий секретар Національної Ради України з питань телебачення і радіомовлення.
1997—2000 рр. — генеральний директор Міжнародної комерційної телерадіокомпанії ICTV .
З 2000 по 2003 рр. працював відповідальним секретарем, був членом Національної ради України з питань телебачення і радіомовлення.
Від листопада 2003 року працював в апараті Верховної Ради України: спочатку заступником керівника інформаційного управління — завідувачем відділу висвітлення діяльності Верховної Ради, пізніше радником голови Верховної Ради України В. Литвина.
В березні 2005 року Верховною Радою знову призначений заступником голови, членом Національної Ради України з питань телебачення і радіомовлення.
1 квітня 2010 року постановою Верховної Ради призначений головою Державного комітету телебачення і радіомовлення України. Працював по 2011 рік.
З 2011 по даний час на творчій роботі
Учасник бойових дій в Афганістані (1986). Член Національної спілки журналістів України. Ю. О. Плаксюк — автор книги «Все в минулому» (2014), тексту реквієму «Сон» до 80-річчя Голодомору, композитора Ігоря Щербакова, лауреата Шевченківської премії (2013), автор трилогії "З глибин і до небес" (2020 р. "Кліо"). автор повісті "Одержимий торевт (2021 р., "ТОВ "Меркьюрі-Поділля"), автор слів до пісень у виконанні народних артистів України О.Білозір, В.Білоножка, М.Свидюка, О.Пекун, В.Маренича, співавтор пам'ятного знаку історичної зустрічі гетьмана України І.Мазепи з королем Швеції Карлом ХІІ у місті Новгород-Сіверському, автор і ведучий загальнонаціональних телевізійних конкурсів міст і сіл України «Від міста — до міста», «Від села — до села» (1992—1994), автор відеофільму «Фарфор України» (1993), літературний записувач чотирьох книжок про видатних трудівників України: Героїв, лауреатів, депутатів ВР СРСР (1980—1984).

## Нагороди
- Заслужений працівник культури України (1999)[1]